# Joachim Jeremias
Joachim Jeremias (ur. 20 września 1900 w Dreźnie, zm. 6 września 1979 w Tybindze) – niemiecki teolog luterański, biblista.
Joachim Jeremias w latach 1910–1915 przebywał w Jerozolimie wraz ze swoim ojcem, proboszczem kościoła Zbawiciela. Studiował teologię i filologię orientalną w Tybindze i Lipsku, w 1922 roku uzyskał tytuł doktora filozofii, a rok później – doktora teologii. W 1925 roku uzyskał habilitację z wiedzy nowotestamentowej, w 1928 roku został profesorem nadzwyczajnym i dyrektorem Institutum Judaicum w Berlinie, w 1929 roku profesorem zwyczajnym w Greifswaldzie, a w latach 1935–1968 był profesorem w Getyndze. Był członkiem Kościoła Wyznającego. Uzyskał tytuł doktora honoris causa uniwersytetów w Lipsku, St Andrews, Uppsali i Oksfordzie.
Był członkiem zagranicznym Królewskiej Holenderskiej Akademii Sztuk i Nauk. 

## Dzieła (wybór)
- Jerusalem zur Zeit Jesu, 1923
- Die Abendmahlsworte Jesu, 1935
- Die Gleichnisse Jesu, 1947 (wydanie z 1998 roku)
- Unbekannte Jesusworte, 1948
- Die Kindertaufe in den ersten vier Jahrhunderten, 1958
- Nochmals: Die Anfänge der Kindertaufe. Eine Replik auf Kurt Alands Schrift: ‚Die Säuglingstaufe im NT und in der Alten Kirche’, 1962
- Die theologische Bedeutung der Funde am Toten Meer, 1962
- Neutestamentliche Theologie. 1. Teil. Die Verkündigung Jesu, 1970